# Station Awazu
Station Awazu (粟津駅, Awazu-eki) is een spoorwegstation in de Japanse stad Ōtsu. Het wordt aangedaan door de Ishiyama-Sakamoto-lijn. Het station twee sporen gelegen aan twee zijperrons.

## Treindienst

### Keihan
| 1 | ■ Ishiyama-Sakamoto-lijn | richting Hamaōtsu en Sakamoto            |
| 2 | ■ Ishiyama-Sakamoto-lijn | richting Keihan Ishiyama en Ishiyamadera |

## Geschiedenis
Het station werd in 1913 onder de naam Beppo (別保) geopend. In 1914 kreeg het station de huidige naam.

## Overig openbaar vervoer
Bussen van Keihan.
Ishiyamadera · Karahashimae · Keihan Ishiyama · Awazu · Kawaragahama · Nakanoshō · Zezehonmachi · Nishiki · Keihan Zeze · Ishiba · Shimanoseki · Hamaōtsu · Miidera · Bessho · Ōjiyama · Ōmijingūmae · Minami-Shiga · Shigasato · Anō · Matsunobamba · Sakamoto